# Bahnhof Berlin Bundesplatz
Berlin Bundesplatz station är en pendeltågsstation (S-Bahn) och tunnelbanestation (U-Bahn) i Berlin vid gränsen till distrikten Wilmersdorf (distriktet Charlottenburg-Wilmersdorf) och Friedenau (distriktet Tempelhof-Schöneberg). Den ligger söder om torget med samma namn, alldeles intill stadens motorväg vid korsningen av Ringbahn och Bundesallee och trafikeras av S41, S42 och S46-linjerna i S-Bahn och U9-linjen i U-Bahn. Stationen betjänas även av busslinje 248 som drivs av Berliner Verkehrsbetriebe. S-Bahnstationen stängdes efter en strejk 1980 och öppnades igen 1993.

## Galleri

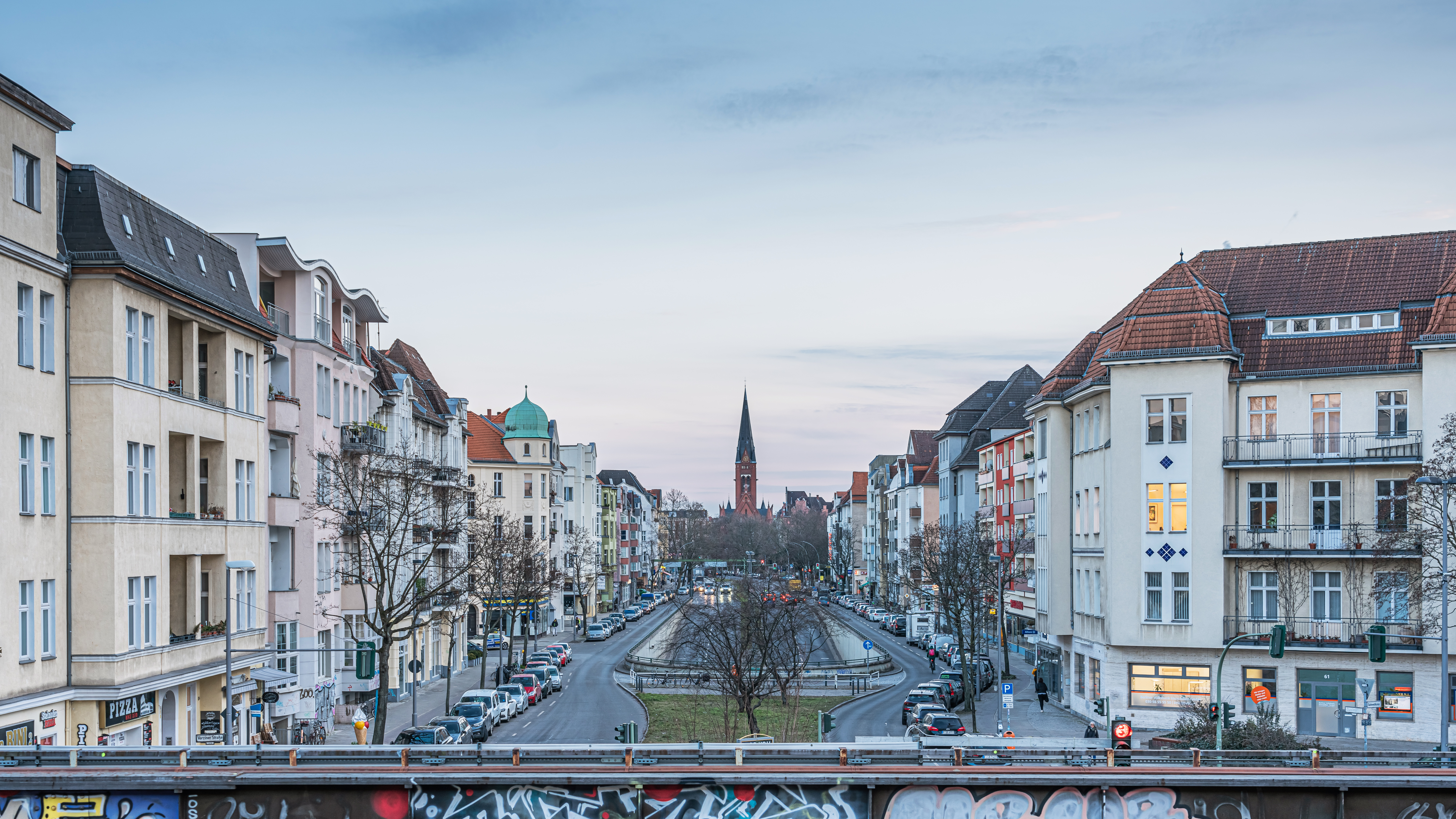
Utsikt från S-Bahnstationen
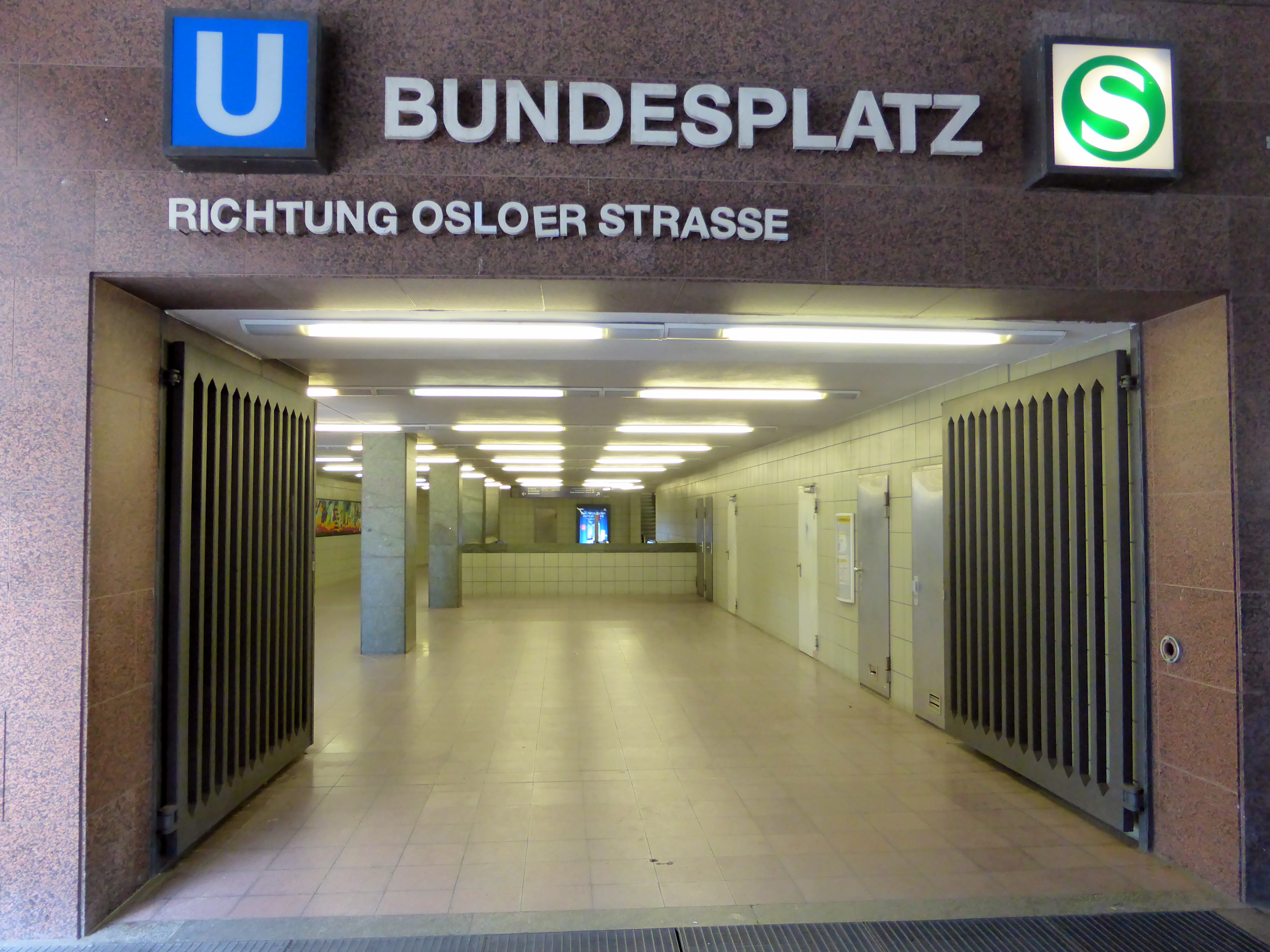
En av kombinerade entréerna till stationen
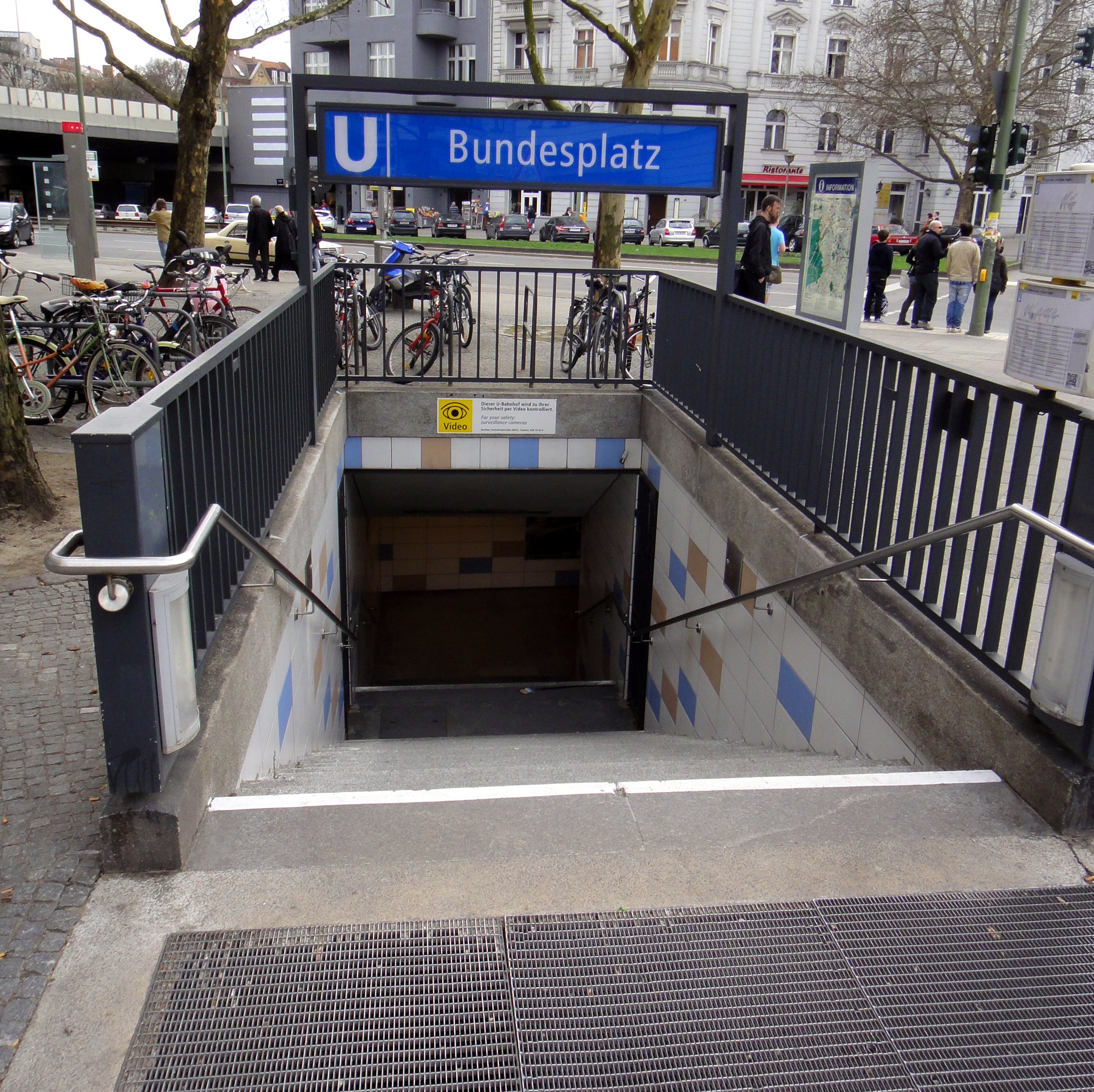
U-Bahnentrén
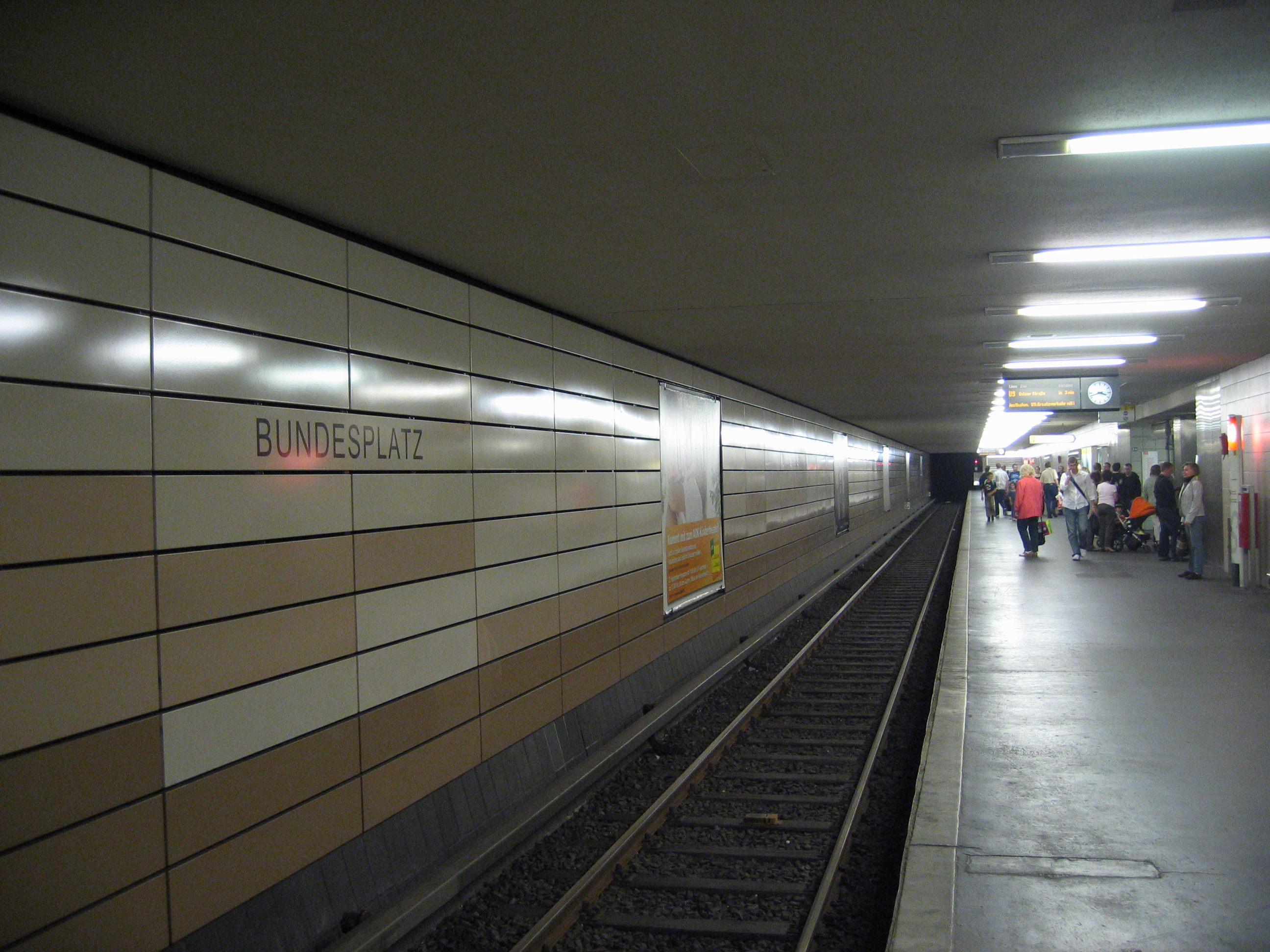
U-Bahnstationen mot Osloer Strasse